# 木瓜镇 (桐梓县)
木瓜镇，是中华人民共和国贵州省遵义市桐梓县下辖的一个乡镇级行政单位。

## 行政区划
木瓜镇下辖以下地区：
浸水村、柿花村、铁山村、英台村、塘口村、中山村、木瓜村、四垭村、西山村、新坝村、水坝村、水银村和幸家村。